# The Earth
The Earth je velšská rocková skupina založená v Cardiffu v roce 2012. Ústřední dvojicí ve skupině jsou bubeník Dafydd Ieuan ze skupiny Super Furry Animals a kytarista Mark Roberts, jenž v minulosti hrál v kapele Catatonia. Ty doplňují baskytarista Tristan Marley a zpěvačka Dionne Bennett. Vůbec první vydanou nahrávkou kapely byl singl obsahující písně „Rubbish Man“ a „2 High“. Byl vydán 12. prosince 2012. První album, které neslo název Off/On 1, vydala skupina dne 1. července 2013. Své druhé album v podobě čtyřpísňového EP Baby Bones skupina vydala dne 28. července 2014. Druhé EP, které obsahovalo také čtyři písně, bylo vydáno 8. září téhož roku a neslo název Liberty Road. Ve stejné době vyšlo i druhé dlouhohrající album nazvané Keltic Voodoo Boogaloo. Roku 2015 skupina vydala píseň „Married 2 Me“, na které se podílel další člen kapely Super Furry Animals Gruff Rhys. Veškeré nahrávky skupiny vydává hudební vydavatelství Strangetown Records, jehož vlastníkem je Dafydd Ieuan.

## Členové
- Dionne Bennett – zpěv
- Mark Roberts – kytara
- Tristan Marley – baskytara
- Dafydd Ieuan – bicí

## Diskografie
- „Rubbish Man“ / „2 High“ (singl; 2012)
- Off/On 1 (2013)
- Baby Bones (EP; 2014)
- Liberty Road (EP; 2014)
- Keltic Voodoo Boogaloo (2014)
- Lost Property (2019)